# Tupolev Tu-114
Vous lisez un « bon article » labellisé en 2022.
Dimensions
Le Tupolev-114 (en russe : Туполев-114) est un avion de ligne soviétique à quatre turbopropulseurs construit par Tupolev dans les années 1950 et produit à 32 exemplaires. Il a été conçu à partir du bombardier stratégique Tu-95, dont il reprend la voilure, les moteurs, les hélices, le train d'atterrissage, une partie de l'empennage et de nombreux équipements, mais il possède un fuselage totalement différent, de plus grand diamètre, et entièrement pressurisé. Présentant des caractéristiques exceptionnelles pour un avion à hélices en matière d'altitude et de vitesse, il est pendant plusieurs années le plus gros avion de ligne existant dans le monde. Il est rendu célèbre par son utilisation par Nikita Khrouchtchev pour les visites officielles (notamment aux États-Unis en 1959), les records qu'il remporte et sa présentation dans des salons de l'aviation. 
Il s'agit néanmoins d'un appareil de transition, mis au point en attendant qu'un long-courrier à réaction soit réalisable (ce sera l'Iliouchine Il-62). Ainsi, il n'est construit qu'en petite série, exclusivement pour Aeroflot, et sa carrière opérationnelle est assez brève. 

## Historique
Au début des années 1950, l'industrie aéronautique soviétique, ayant concentré ses efforts sur les activités militaires, ne propose qu'une offre limitée en matière d'avions de ligne. Les lignes intérieures soviétiques sont principalement assurées par des Il-14, petits avions bimoteurs, qui doivent effectuer des escales pour traverser l'immense territoire soviétique et ne transportent que 28 passagers au maximum. Plusieurs projets de nouveaux avions de ligne sont lancés, dont celui d'un grand appareil long courrier, qui doit être une vitrine technologique. L'avion doit aussi servir aux voyages diplomatiques : Nikita Khrouchtchev, dans le cadre de sa politique de coexistence pacifique, compte multiplier les visites à l'étranger.
Pour concevoir un tel avion, le bureau d'études Tupolev décide de travailler à partir de son bombardier stratégique Tu-95 (Bear), qui a effectué son premier vol fin 1952. Le Tu-95 est un bombardier à très long rayon d'action, propulsé par quatre énormes turbopropulseurs Kouznetsov NK-12. Les turboréacteurs sont encore très consommateurs en carburant à cette époque, et même s'il ne fait de doute pour personne que l'avenir à long terme est aux jets, le turbopropulseur est une solution de transition raisonnable, en particulier pour un long courrier.
Tupolev lance deux projets distincts sur la base du Tu-95. Le Tu-116, qui ne dépassera pas le stade de prototype, se veut une modification très simple du bombardier. Un compartiment pressurisé, pour 24 passagers VIP, est aménagé à l'intérieur de la soute à bombes, accessible par une rampe ventrale. Le Tu-114 est un véritable avion de ligne : son fuselage est totalement différent de celui du bombardier, de plus grand diamètre, pressurisé, et doté de hublots.
Cette façon de concevoir un avion de ligne sur la base d'un bombardier n'est pas une nouveauté pour Tupolev. Le premier avion de ligne à réaction soviétique, le Tu-104, un court-courrier biréacteur a été dérivé du bombardier léger Tu-16 selon une démarche très similaire. Juste après la Seconde Guerre mondiale, Tupolev avait également développé le Tu-70, sur la base de son bombardier Tu-4 (copie du B-29 Superfortress), même s'il n'a pas été produit en série.
L'assemblage des avions est assuré dans l'importante usine d'aviation n°18 de Kouïbychev (aujourd'hui Aviakor à Samara). Tous les avions soviétiques, même civils, reçoivent un code OTAN, le Tu-114 est ainsi désigné Cleat.
La production de ces avions est modeste. Elle se limite à 31 avions de série (dont 3 Tu-114D à autonomie accrue) en plus du prototype. Un deuxième prototype se serait écrasé en 1958. Cette affirmation (et l'existence de cet avion) n'est qu'une rumeur.

## Caractéristiques
En 1963, le Tu-114 est le plus grand avion en service dans le monde, toutes catégories confondues, par sa longueur et sa masse maximale au décollage. En envergure, il n'est dépassé que par le B-52 (le B-36 était encore plus grand, mais a été retiré du service en 1959).

### Comparaison avec le Tu-95

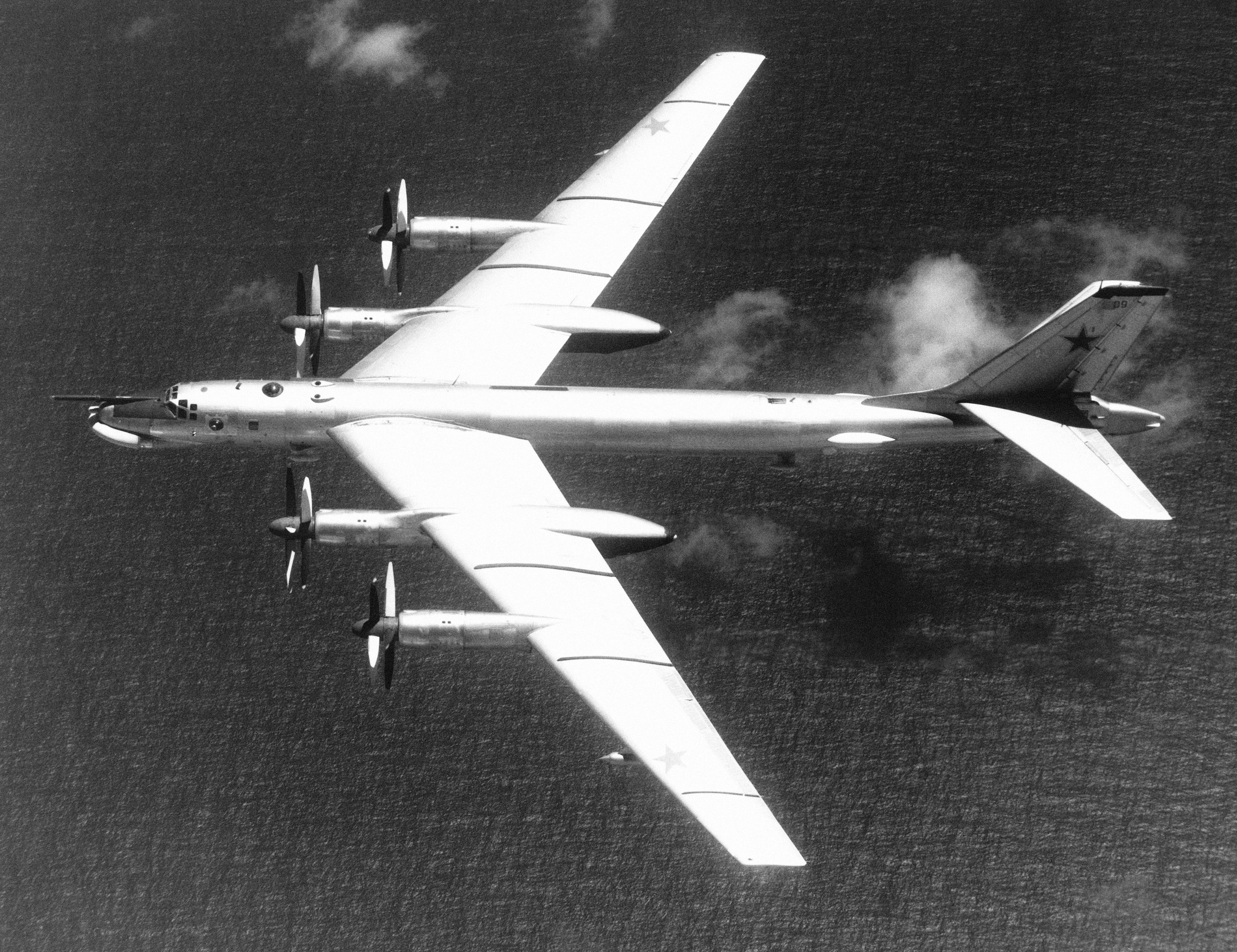
Tu-95 en vol.

Le fuselage, pressurisé, est entièrement nouveau.  Les ailes du bombardier y sont greffées, mais en position basse. Les moteurs, les hélices, l’empennage et le train d’atterrissage principal sont repris sans modifications majeures. En revanche, un nouveau train avant plus haut est développé.

### Performances
Le Tupolev Tu-114 demeure le plus grand et le plus rapide avion de ligne à turbopropulseurs jamais construit. C'est un très grand appareil pour son époque : en classe unique, il est capable d'emporter 224 passagers, une quarantaine de plus qu'un Boeing 707. C'est le plus grand avion de ligne du monde à sa sortie, et il le demeure jusqu'à l'arrivée du Boeing 747 en 1969. Sa vitesse de croisière normale est de Mach 0,72, exceptionnelle pour un avion à hélices. Il est même capable d'atteindre Mach 0,88, surpassant bien des jets de l'époque, mais au prix d'une consommation très supérieure, et cette vitesse n'est pas utilisée commercialement. Son altitude de croisière de 10 000 m et son aile en flèche à 35° sont d'autres caractéristiques s'approchant des jets. Le Tu-95 (qui a le même système de propulsion) est considéré en 2007 comme l'avion militaire en service le plus bruyant au monde. Ce niveau de bruit extrême est une conséquence du fait que les extrémités des hélices sont supersoniques.

### Fuselage et cabine
Le fuselage est cylindrique, et d'un diamètre remarquable : 420 cm, soit plus de 50 cm de plus qu'un 707 ou un DC-8, ce qui permet d'avoir une cabine sensiblement plus spacieuse. La longueur de la cabine passagers, 40 mètres, dépasse tous les avions de l'époque. Le plancher est installé à mi-hauteur du fuselage (diamétralement), il y a donc un espace énorme sous la cabine, en partie occupé par les soutes à bagages,. Aménagé en 3+3, le Tu-114 offre ainsi un confort exceptionnel aux passagers. Mais pour les lignes intérieures, il reçoit souvent un aménagement 3+4, et quelquefois 4+4, et sa capacité peut ainsi, au maximum, atteindre les 220 sièges. Au début du service de l'appareil, une partie de l'espace sous la cabine est aménagée en cuisine, et des plats sont préparés par un cuisinier pendant le vol, tandis que la cabine est partiellement aménagée en compartiments, une disposition qui évoque plus le monde ferroviaire que celui de l'aviation. Ces aménagements luxueux sont abandonnés assez rapidement. L'avion possède aussi un vestiaire, que les concepteurs ont prudemment positionné juste en avant des ailes, à l'endroit qui serait touché par une pale d'hélice qui viendrait à se détacher et traverser le fuselage, afin qu'aucune personne ne soit directement exposée, cet endroit étant désert pendant le vol. La perte d'une pale est un scénario redouté sur un tel avion.

### Voilure
L'aile est très proche de celle du Tu-95, mais a été déplacée en position basse. Cela permet, notamment, de placer le caisson central de voilure entièrement sous le plancher de cabine, qui peut donc être plan de l'avant à l'arrière de l'avion, évitant d'avoir comme sur le Tu-104 une cabine « discontinue » (avec une zone au plancher surélevé entre les ailes).

### Motorisation

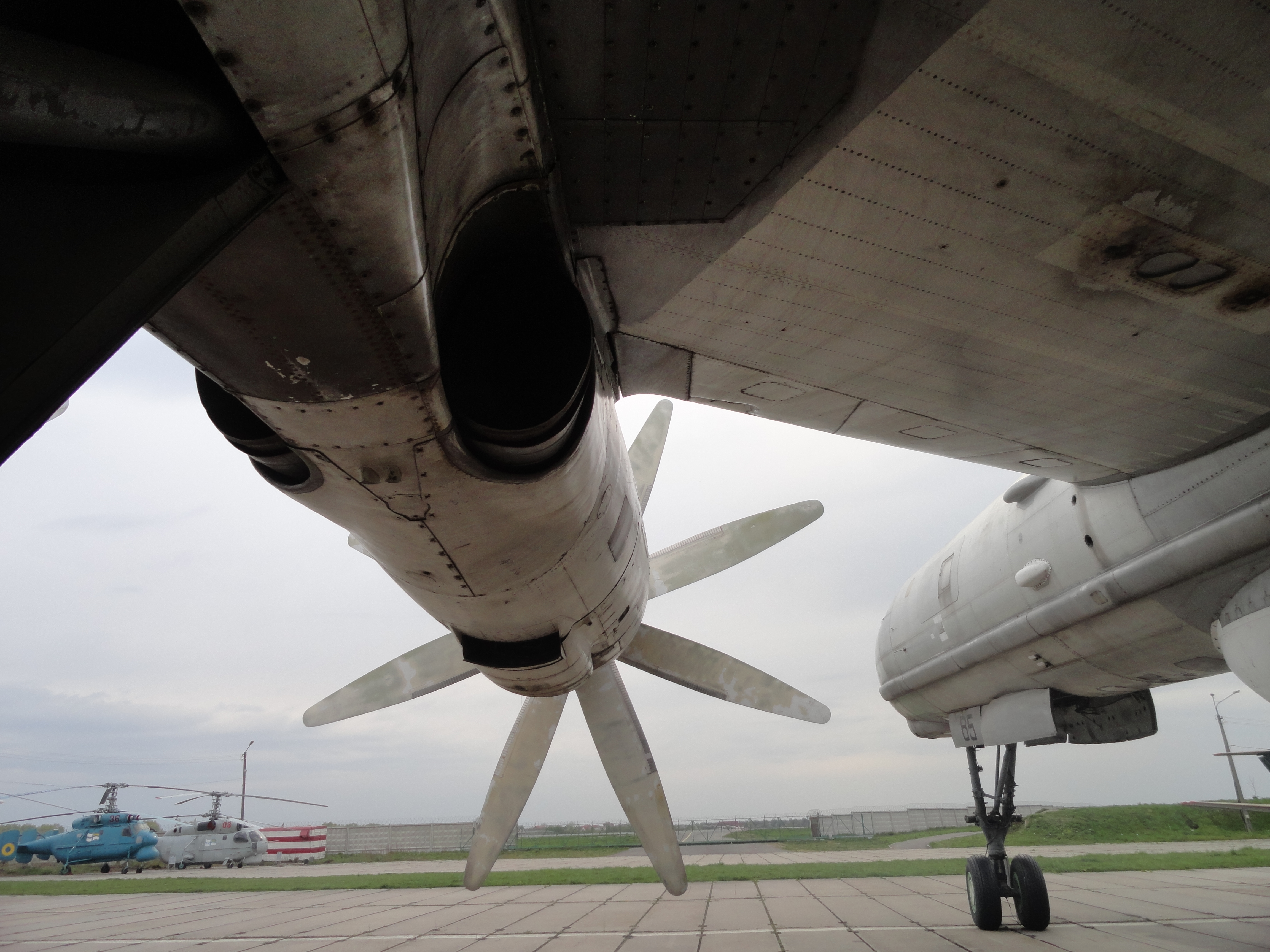
Moteur NK-12.

Les moteurs NK-12, que le Tu-114 partage avec le Tu-95 dont il est dérivé, mais aussi avec le Tu-142 (patrouilleur maritime dérivé du Tu-95), le Tu-126 (avion-radar basé sur le 114), et l'Antonov An-22 (avion-cargo), affichent une puissance unitaire de 15 000 chevaux, et entraînent chacun deux hélices contrarotatives. Le NK-12 est le plus puissant turbopropulseur jamais construit en série. Il est issu des travaux entrepris peu après la Seconde Guerre mondiale à Samara, qui ont fait appel à nombre d'ingénieurs allemands (venant principalement de l'entreprise Junkers Motorenwerke) prisonniers de guerre. Pour comparaison, le plus puissant turbopropulseur en production en 2021, l'Europrop International TP400 qui anime l'Airbus A400M, développe 11 000 chevaux.

### Train d'atterrissage

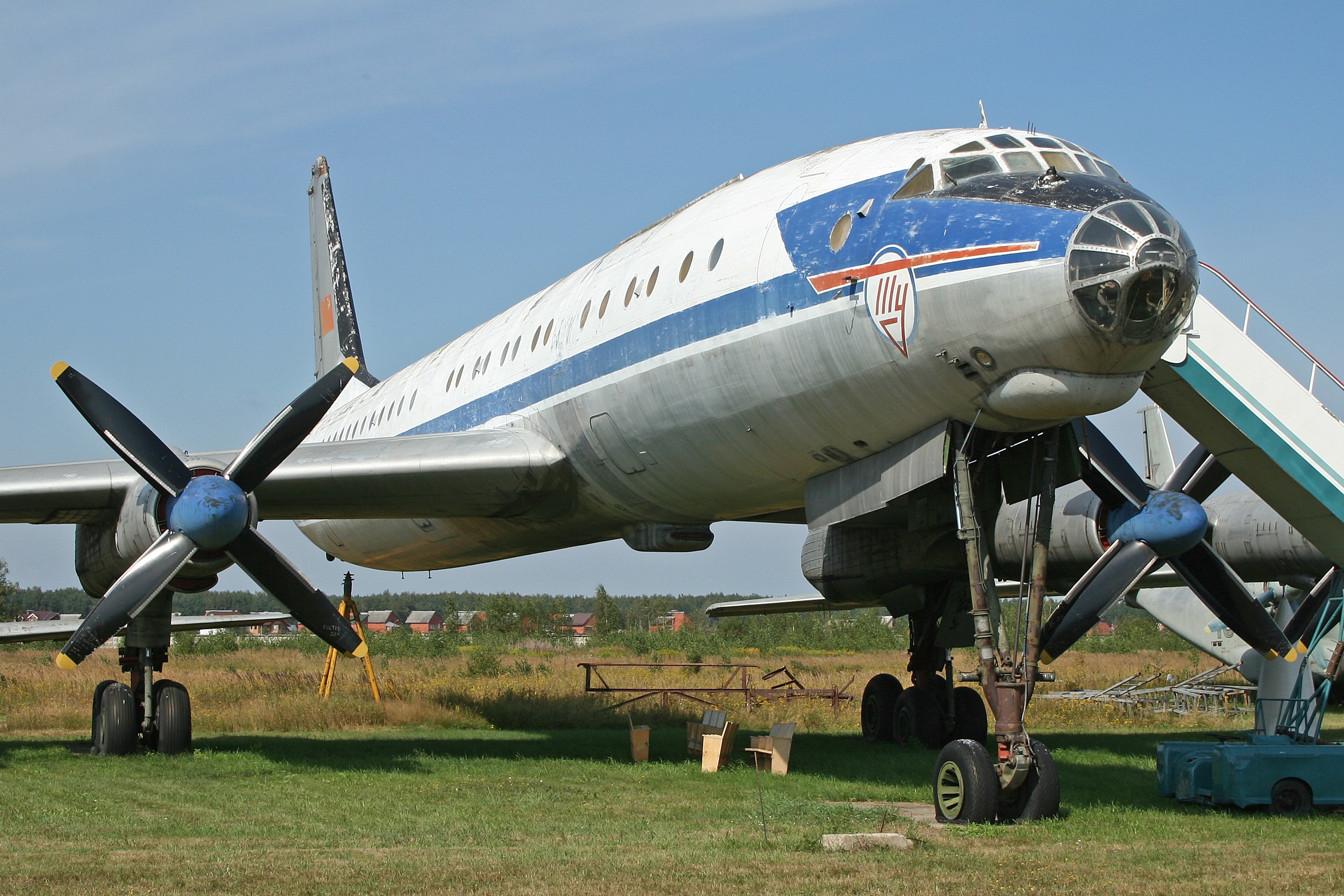
Vue avant de l'avion, hauteur du train.

Le train principal, directement hérité du bombardier, se replie dans les carénages situés dans le prolongement des nacelles moteur 2 et 4. Il comporte quatre roues sur chaque jambe. En revanche, le train avant est nouveau : les ailes étant passées de la position haute à la position basse, et devant rester à la même distance du sol du fait du diamètre des hélices, le 114 a une garde au sol bien plus grande que le 95. Il a donc fallu développer un train avant extrêmement haut (plus de cinq mètres). L'immense garde au sol de l'appareil a d'ailleurs obligé les aéroports à se doter de nouvelles passerelles : le seuil de la porte avant se situe à une hauteur de 5,70 m au-dessus du sol!

### Cockpit et équipements

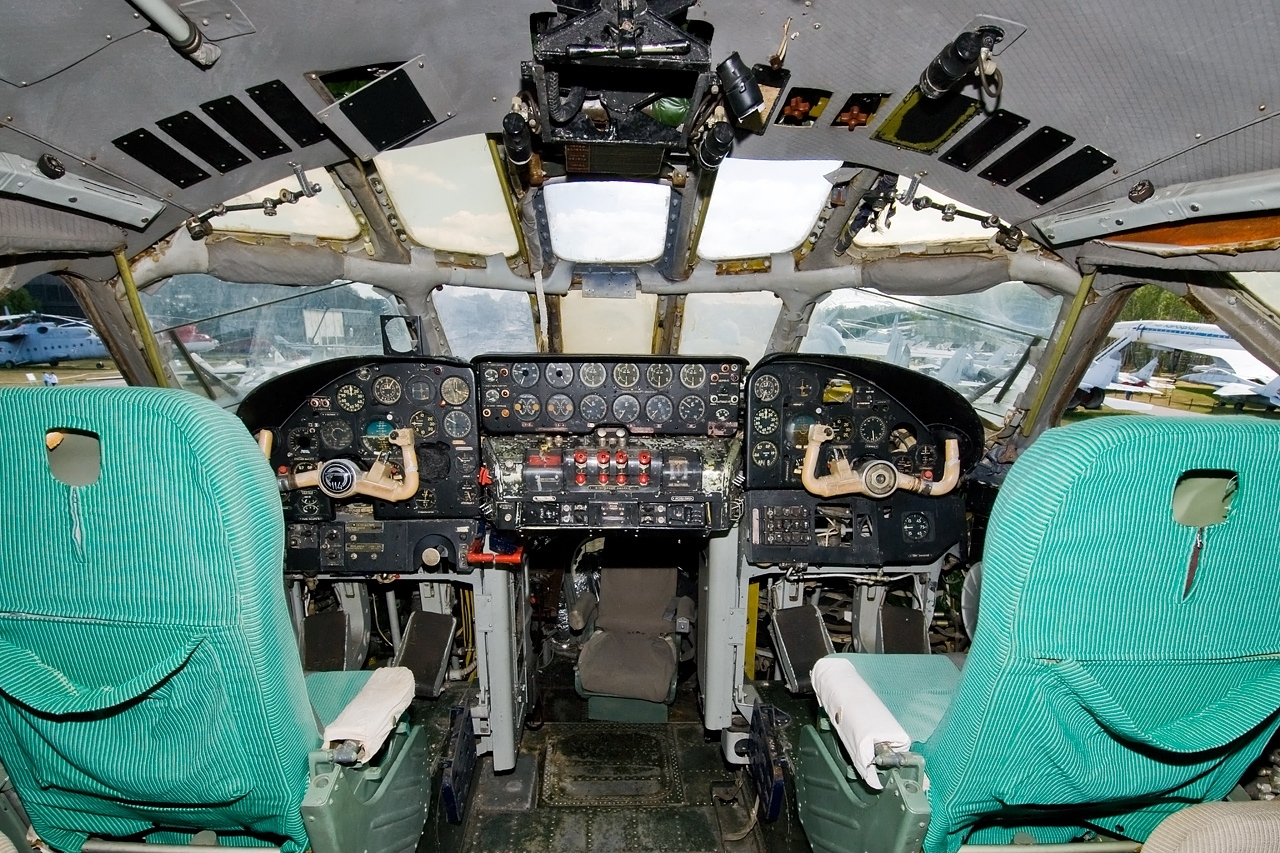
Cockpit place du navigateur au centre

L'équipage de cockpit comprend cinq membres : commandant de bord, copilote, navigateur, ingénieur de vol et opérateur radio. En avant des sièges du commandant de bord et du copilote se trouve, comme sur de nombreux avions soviétiques de cette époque, un nez vitré dans lequel prend place le navigateur, qui dispose ainsi d'une vue panoramique. Ce détail, tout comme la fonction même de navigateur, est devenu obsolète sur les avions de génération suivante. L'appareil est pourvu d'un radar de suivi de terrain, positionné sous le nez, et lui aussi hérité directement du bombardier.

### Dérivés proposés
Plusieurs modifications de l'avion ont été envisagées mais non construites. Cela comprend des versions spécialisées dans différents rôles, :
- le Tu-114T, un avion-cargo spécialisé, avec une queue basculant sur le côté pour permettre le chargement par l'arrière, à la manière du Canadair CL-44 ;
- le Tu-114TS, pour le transport médical ;
- le Tu-115, pour le transport de troupes.

Le Tu-114A aurait été une version améliorée, dont les réservoirs de carburant dans les ailes devenaient structuraux. Il y eut aussi un projet consistant à remotoriser la cellule du Tu-114 avec six turboréacteurs à double flux Kouznetsov NK-8, ce qui aurait constitué le premier long-courrier à réaction soviétique - mais l'Iliouchine Il-62, propulsé par quatre NK-8 lui fut préféré. 
Le Tu-114PLO était une version proposée pour la patrouille anti-sous-marine utilisant une motorisation nucléaire  lui accordant une très longue endurance. Le mode de propulsion envisagé devait employer du kérosène au décollage et l'énergie nucléaire en vol de croisière. La première étape de ce développement devait être l'essai d'un réacteur nucléaire en vol à bord du Tupolev Tu-95LAL. Ce projet est abandonné avant de donner lieu à des réalisations pratiques.

## Utilisations
Le prototype du Tupolev Tu-114 effectue son premier vol le 15 novembre 1957. 

### Déplacements diplomatiques, vitrine technologique
En 1959, Nikita Khrouchtchev se rend aux États-Unis, c'est la première visite d'un dirigeant soviétique dans ce pays. Khrouchtchev tient absolument à utiliser le Tu-114, bien qu'il s'agisse encore d'un prototype. L'avion est loin d'être au point, en particulier, des fissures ont été découvertes sur les pylônes des moteurs. Entreprendre ce vol transatlantique avec un avion encore en phase d'essai était un acte imprudent, largement interprété comme un « caprice » de Khrouchtchev. La marine soviétique positionne de nombreux navires dans l'Atlantique nord, pour le cas où l'avion devrait amerrir. L'aller-retour se passe finalement sans histoire. Cette visite rend l'avion internationalement célèbre. En 1961, le Tu-114 est présenté au salon du Bourget.

### Lignes régulières

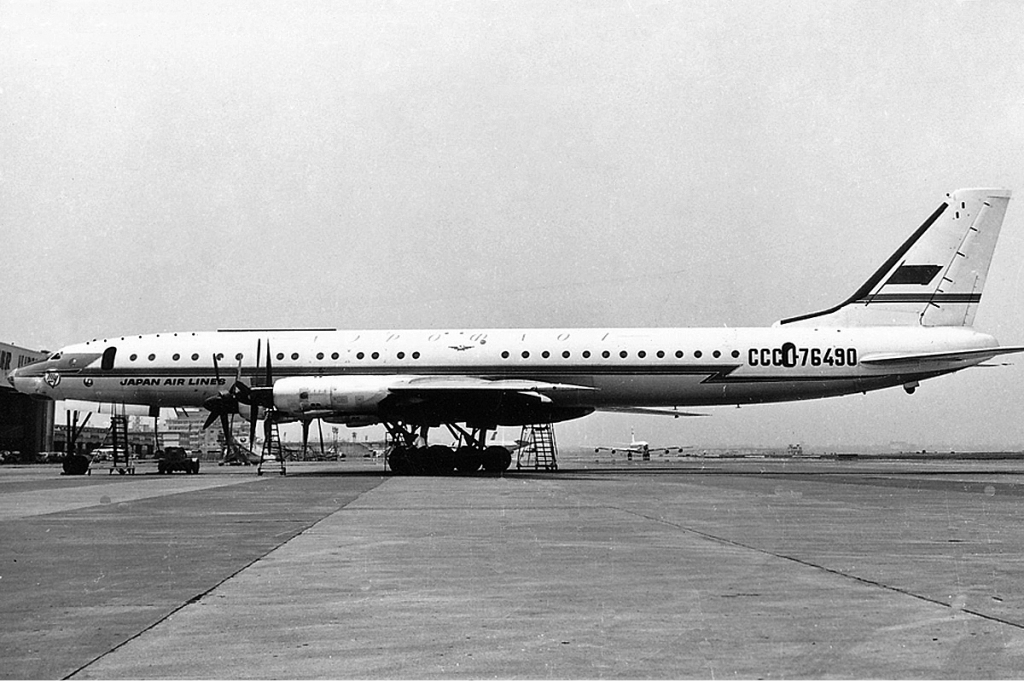
Au Japon, aux couleurs de JAL

À partir de 1963, le Tu-114 assure des lignes internationales, notamment vers La Havane (ligne politiquement importante, contrant les efforts américains pour isoler Cuba). Un seul autre avion turbopropulsé a assuré des liaisons transatlantiques : le Bristol Britannia. Il assure aussi des liaisons vers l'Europe et l'Afrique. À partir de 1967, il est aussi utilisé pour relier Moscou à Tokyo. Sur cette ligne, il est utilisé en partage de code entre Aeroflot et Japan Airlines, et reçoit même la livrée de la compagnie japonaise.  
Avec l'arrivée, à partir de 1967, du long-courrier à réaction Iliouchine Il-62, le Tu-114 perd son statut de vitrine technologique ; il est retiré des lignes internationales, mais continue à servir sur les plus longues lignes intérieures soviétiques (avec un aménagement plus dense) jusqu'en 1976. Sa carrière aura donc été assez courte.

### Records
Les performances du Tu-114 ont été mises à profit pour établir plusieurs records validés par la Fédération aéronautique internationale, dans la catégorie C-1 (avions terrestres), groupe 2 (turboprop). La catégorie dans laquelle ils ont été établis a ensuite été divisée en sous-catégories de masses. Le pilote d'essai Ivan Sukhomlin était aux commandes pour chacun de ces records.
| Record(s) obtenus(s)                                                      | Date            | Performance obtenue | Lieu      | Source |
| ------------------------------------------------------------------------- | --------------- | ------------------- | --------- | ------ |
| Vitesse sur un circuit fermé de 1000 km, avec 0/5/10/15/20/25t de charges | 24 mars 1960    | 871,38 km/h         | Sternberg | [ 24 ] |
| Vitesse sur un circuit fermé de 2000 km, avec 0/5/10/15/20/25t de charge  | 1e avril 1960   | 857,277 km/h        | Sternberg | [ 25 ] |
| Vitesse sur un circuit fermé de 5000 km, avec 0/5/10/15/20/25t de charge  | 9 avril 1960    | 877,210 km/h        | Sternberg | [ 26 ] |
| Altitude avec une charge de 25/30 tonnes                                  | 12 Juillet 1961 | 12073 m             | Vnoukovo  | [ 27 ] |
| Vitesse sur un circuit fermé de 10 000 km, avec une charge de 0/1/2/5/10t | 21 avril 1962   | 737,35 km/h         | Sternberg | [ 28 ] |

### Crise des missiles de Cuba
Pendant la crise cubaine, il est important pour les Soviétiques de pouvoir transporter et relayer du personnel militaire en poste à Cuba. Pour cela, une ligne Moscou-La Havane est mise en place par Aeroflot. Officiellement, il s'agit d'une ligne régulière civile. Mais, même le Tu-114 n'a pas l'autonomie suffisante pour relier Moscou et la Havane sans escale. Dans un premier temps, les Tu-114 font une escale sur le continent africain : Guinée, Sénégal ou en Algérie. Néanmoins, ces pays sont de plus en plus réticents à laisser se ravitailler dans leurs aéroports ces avions qui, manifestement, ne transportent pas que des touristes. En réponse, trois Tu-114 sont modifiés en Tu-114D, à l'autonomie accrue. Ces avions peuvent atteindre la Havane sans ravitaillement intermédiaire, à condition de partir non pas de Moscou, mais de Mourmansk, dont la situation géographique réduit la durée du vol.  

### Fiabilité
Le Tu-114 a un bon bilan en matière de fiabilité. Deux appareils ont été perdus, mais à la suite d'erreurs humaines. Le 7 août 1962, à l'aéroport Moscou-Vnoukovo, un appareil en maintenance est endommagé (au point d'être jugé irréparable) à la suite d'une erreur d'un ingénieur, qui a fait rentrer le train avant alors que l'avion était au sol. Le 17 février 1966, un Tu-114 en partance pour Conakry sort de la piste à l'Aéroport de Moscou-Cheremetievo, en raison d'un déneigement incomplet. L'avion prend feu, l'accident fait 21 morts.

### Avion-radar

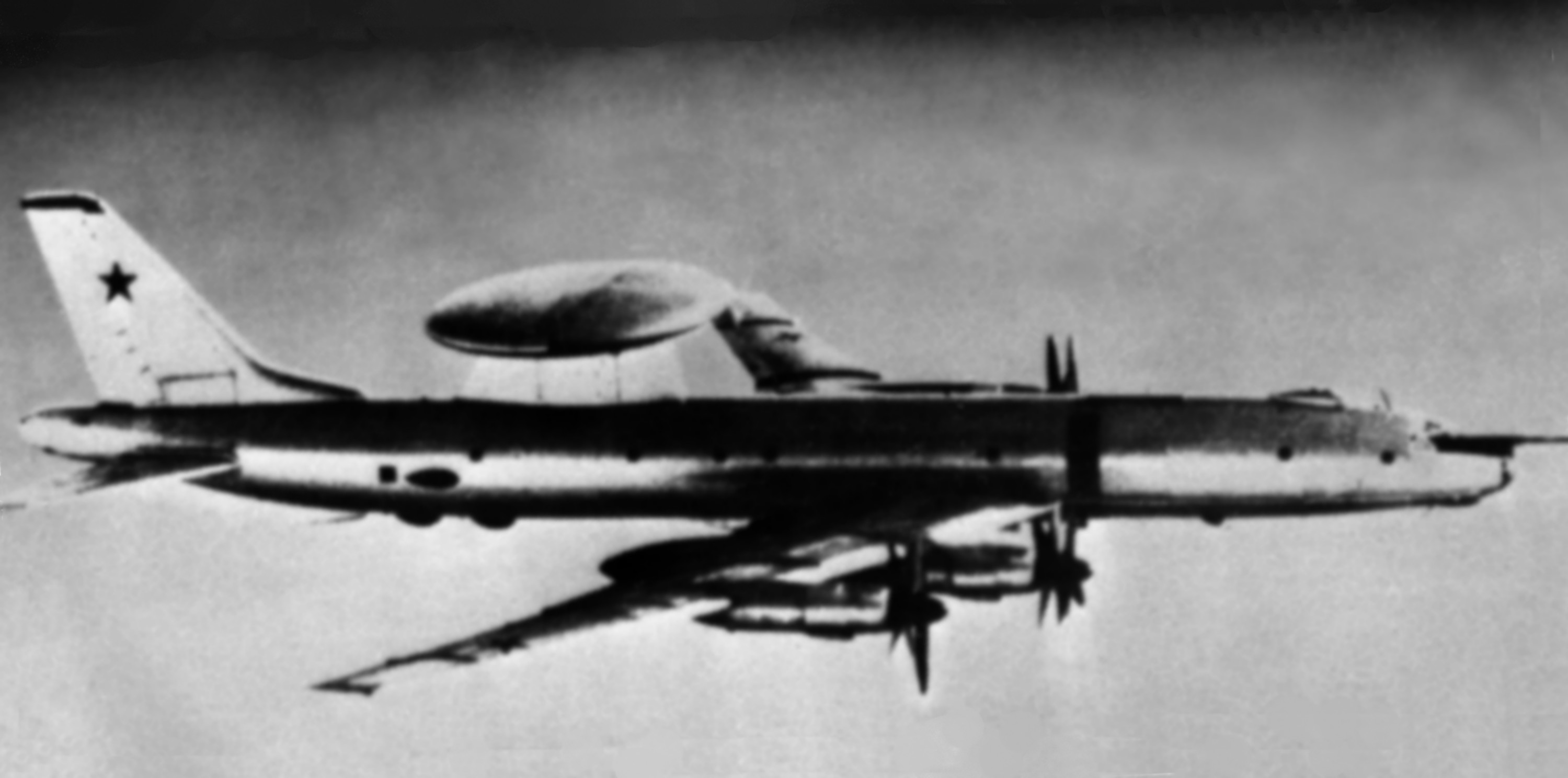
Tu-126 en vol

Le projet d'un avion-radar soviétique est lancé avant 1960. Il est d'abord envisagé de le construire sur la base d'un Tu-95, puis la cellule du Tu-114 est retenue, car elle offre bien plus d'espace. Un énorme radôme est installé sur le dos de l'avion, tandis que sa cabine emporte les équipements et les opérateurs. L'avion est aussi rendu apte à être ravitaillé en vol. Il y a confusion, selon les sources, sur la production de ces appareils : certaines sources indiquent que les Tu-126 ont été construits par transformation de Tu-114 retirés du service d'Aeroflot, d'autres en font des cellules neuves. Le nombre d'exemplaires produits est également sujet à caution, allant de huit à une quinzaine,,.

## Postérité

### Avions conservés
Au moins trois exemplaires de l'avion sont conservés : 
- СССР-L5611, prototype exposé au musée central des forces aériennes de la fédération de Russie de Monino. C'est l'avion utilisé par Khrouchtchev en 1959[36] ;
- CCCP-76490 au Musée de l'aviation d'Oulianovsk[37] ;
- СССР-76485 au musée KRAUSS de Kryvyi Rih, en Ukraine[38].

### Philatélie
Un timbre d'une valeur de 40 kopecks a été émis par la Poste soviétique en 1958. Il représente un exemplaire de Tupolev Tu-114 vu de profil, devant un globe terrestre sur un fond bleu et surmonté de l'inscription en russe « Турбовинтовой самолет Ту-114 » en français : « Avion turbo Tu-114 ».

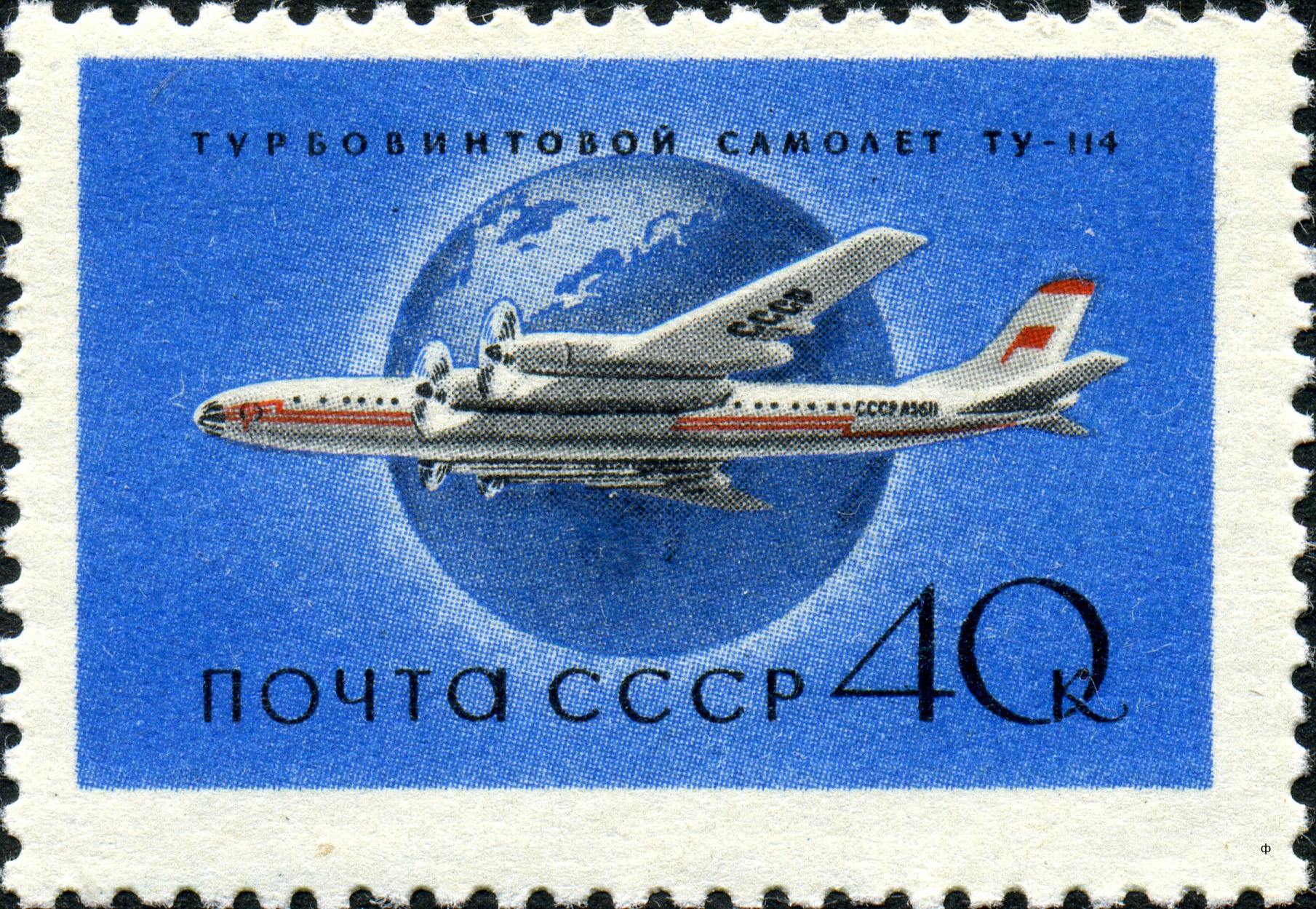
Timbre soviétique représentant un Tu-114

### Cinéma
Dans le film Don Camillo en Russie (1965), le prêtre Don Camillo, incarné par Fernandel, utilise un Tu-114 pour se rendre en Union soviétique.